# Joe Eszterhas
József Antal („Joe“) Eszterhas (* 23. November 1944 in Csákánydoroszló, Komitat Vas, Ungarn) ist ein ungarisch-amerikanischer Drehbuchautor.

## Leben
Joe Eszterhas emigrierte nach Ende des Zweiten Weltkrieges mit seinen Eltern von Ungarn in die Vereinigten Staaten.
Bei seiner Tätigkeit als redaktioneller Mitarbeiter beim Magazin Rolling Stone wurde man auf sein Schreibtalent aufmerksam und ernannte ihn zum Reporter – ein erster Schritt in Richtung Hollywood. Dort schrieb er Drehbücher, unter anderem für Flashdance, mit dem er bekannt wurde, sowie Basic Instinct, sein erfolgreichstes Werk, das er 1990 in einer Versteigerung für den Rekordpreis von drei Millionen Dollar an Carolco Pictures verkaufte. Als erster Drehbuchautor erreichte es Eszterhas, dass seine Scripts nach Abgabe nicht mehr geändert wurden. 
Nach vielen Jahren mit Alkohol und weiteren Drogen lebt Eszterhas heute mit seiner zweiten Frau und seinen vier Söhnen in Bainbridge Township nahe Cleveland, Ohio, wo er Bücher schreibt. Sein bekanntes Buch ist Hollywood Animal. Dafür wurde er stark kritisiert, weil er im Stile eines Enthüllungsjournalisten über Hollywood schrieb.

## Werke

### Drehbücher (Auswahl)
- 1978: F.I.S.T. – Ein Mann geht seinen Weg (F.I.S.T.)
- 1983: Flashdance
- 1985: Das Messer (Jagged Edge)
- 1987: Big Shots – Zwei Kids gegen die Unterwelt (Big Shots)
- 1988: Verraten (Betrayed)
- 1989: Lebensmüde leben länger (Checking Out)
- 1989: Music Box – Die ganze Wahrheit (Music Box)
- 1992: Basic Instinct
- 1993: Ohne Ausweg (Nowhere to Run)
- 1993: Sliver
- 1995: Showgirls
- 1995: Jade
- 1997: American Dreamer – Charmante Lügner (Telling Lies in America)
- 1998: Fahr zur Hölle Hollywood (An Alan Smithee Film: Burn Hollywood Burn)
- 2006: Children of Glory (Szabadság, szerelem)

### Bücher
- (mit Michael D. Roberts) Thirteen Seconds. Confrontation at Kent State. Dodd, Mead, New York 1970, ISBN 0-396-06272-5.
- Charlie Simpson’s Apocalypse. Random House, New York 1974, ISBN 0-394-48424-X.
- Nark! Straight Arrow Books, San Francisco 1974, ISBN 0-87932-051-6.
- F.I.S.T. Dell, New York 1978, ISBN 0-440-12650-9.
  - deutsche Ausgabe: Kovak. W. Krüger Verlag, Frankfurt am Main 1978, ISBN 3-8105-0505-6.
- American Rhapsody. Knopf, New York 2000, ISBN 0-375-41144-5.
- Hollywood Animal. A Memoir. Knopf, New York 2004, ISBN 0-375-41355-3.
  - deutsche Ausgabe: Hollywood Animal. Limes/Random House Entertainment, München 2004, ISBN 3-8090-3027-9.
- The Devil's Guide to Hollywood: The Screenwriter as God! St. Martin’s Press, New York 2006, ISBN 0-312-35987-X.
- Crossbearer. A Memoir of Faith. St. Martin’s Press, New York 2008, ISBN 978-0-312-38596-5.

## Joe Eszterhas Awards
Nach Eszterhas wird der Negativ-Filmpreis Goldene Himbeere in der Kategorie Schlechtestes Drehbuch auch „der unehrenhafte Joe-Eszterhas-Drehbuchpreis“ genannt. Diese zweifelhafte Auszeichnung erhielt er als bisher einziger Drehbuchautor zweimal: 1995 für Showgirls und 1998 für Fahr zur Hölle Hollywood. Außerdem waren seine Drehbücher für Flashdance 1983, Sliver 1993 und Jade 1995 nominiert.
1996 wurde einmalig der Joe Eszterhas Award für die „am schlechtesten geschriebenen Filme, die mehr als 100 Millionen US-$ eingespielt haben“ vergeben.